# Атлетика на Летњим параолимпијским играма 2016 — 400 метара за мушкарце T53
Трка на 400 метара у класи 53 за мушкарце, била је једна од 29 дисциплина атлетског програма на Летњим параолимпијским играма 2016. у Рио де Жанеиру, Бразил. Такмичење је одржано 14. и 15. септембра на Олимпијском стадиону Жоао Авеланж.

## Земље учеснице
Учествовало је 19 такмичара из 11 земаља.
1. Аустралија (1)
2. Бразил (1)
3. Јапан (1)
4. Јужна Кореја (2)
5. Канада (2)
6. Кувајт (1)
7. Кина (3)
8. САД (2)
9. Тајланд (2)
10. Уједињено Краљевство (2)
11. Француска (2)

## Рекорди пре почетка такмичења
(стање 8. септембра 2016.)
| Рекорди пре почетка Параолимпијских игара 2016. | Рекорди пре почетка Параолимпијских игара 2016. | Рекорди пре почетка Параолимпијских игара 2016. | Рекорди пре почетка Параолимпијских игара 2016. | Рекорди пре почетка Параолимпијских игара 2016. | Рекорди пре почетка Параолимпијских игара 2016. |
| ----------------------------------------------- | ----------------------------------------------- | ----------------------------------------------- | ----------------------------------------------- | ----------------------------------------------- | ----------------------------------------------- |
| Светски рекорд                                  | 47,36                                           | Сукман Хонг                                     | Јужна Кореја                                    | Арбон, Швајцарска                               | 26. јун 2010.                                   |
| Параолимпијски рекорд                           | 47,67                                           | Сукман Хонг                                     | Јужна Кореја                                    | Пекинг, Кина                                    | 11. септембар 2008.                             |

## Сатница
| Датум               | Време | Ниво               |
| ------------------- | ----- | ------------------ |
| 10. септембар 2016. | 18:43 | Квалификације (Г1) |
| 10. септембар 2016. | 18:50 | Квалификације (Г2) |
| 10. септембар 2016. | 18:57 | Квалификације (Г3) |
| 11. септембар 2016. | 11:35 | Финале             |

Сва времена су по локалном времену (UTC+3)

## Освајачи медаља
|                            |                        |                          |
| Pongsakorn Paeyo · Тајланд | Брент Лакатос · Канада | Пјер Фербанк · Француска |

## Резултати

### Квалификације
Квалификације су одржане 10.9.2016. годину у 18:43, 18:50 и 18:57. Такмичари су били подељени у три групе. У финале су се пласирала прва 2 такмичара из сваке групе и 2 на основу резултата.,,
| Пласман | Група | Атлетичар                  | Земља                | Класа | ЛР    | ЛРС   | Резултат | Белешка  |
| ------- | ----- | -------------------------- | -------------------- | ----- | ----- | ----- | -------- | -------- |
| 1.      | 2     | Pongsakorn Paeyo           | Тајланд              | Т53   | 49,01 | 49,01 | 48,38    | КВ, ЛР   |
| 2.      | 3     | Пјер Фербанк               | Француска            | Т53   | 48,88 | 49,09 | 49,06    | КВ, ЛРС  |
| 3.      | 2     | Хуџао Ли                   | Кина                 | Т53   | 49,32 | 51,15 | 49,48    | КВ, ЛРС  |
| 4.      | 3     | Јуфеј Џао                  | Кина                 | Т53   | 51,10 | 51,10 | 49,99    | КВ, ЛР   |
| 5.      | 2     | Џошуа Џорџ                 | САД                  | Т53   | 48,60 | 49,44 | 50,11    | кв       |
| 6.      | 1     | Брент Лакатос              | Канада               | Т53   | 47,83 | 47,83 | 50,47    | КВ       |
| 7.      | 3     | Моатез Џомни               | Уједињено Краљевство | Т53   | 49,40 | 49,40 | 51,14    | кв       |
| 8.      | 1     | Брајан Симан               | САД                  | Т53   | 49,11 | 49,46 | 51,30    | КВ       |
| 9.      | 1     | Шижан Ју                   | Кина                 | Т53   | 50,92 | 52,79 | 51,51    | ЛРС      |
| 10.     | 2     | Жан-Филип Маранда          | Канада               | Т53   | 50,47 | 51,30 | 52,24    |          |
| 11.     | 1     | Донг Хо Јунг               | Јужна Кореја         | Т53   | 50,02 | 51,16 | 52,30    |          |
| 12.     | 1     | Ричард Колман              | Аустралија           | Т53   | 48,74 | 50,29 | 52,59    |          |
| 13.     | 3     | Хитоши Мацунага            | Јапан                | Т53   | 51,75 | 51,75 | 52,71    |          |
| 14.     | 1     | Хамад Аладвани             | Кувајт               | Т53   | 51,35 | 52,46 | 52,97    |          |
| 15.     | 2     | Николас Брињоне            | Француска            | Т53   | 52,25 | 52,25 | 53,02    |          |
| 16.     | 2     | Мики Бушел                 | Уједињено Краљевство | Т53   | 50,38 | 51,04 | 54,02    |          |
|         | 3     | Ариосвалдо Фернандез Силва | Бразил               | Т53   | 50,72 | 50,72 | Диск.    | чл. 18.5 |
|         | 3     | Бјунг Хун Ју               | Јужна Кореја         | Т53   | 49,99 | 51,73 | Диск.    | чл. 18.5 |
|         | 1     | Пичет Крунгет              | Тајланд              | Т53   | 50,68 | 51,24 | НС       |          |

### Финале
Такмичење је одржано 11.9.2016. годину у 11:35.
| Пласман | Атлетичар        | Земља                | Класа | Резултат | Белешка |
| ------- | ---------------- | -------------------- | ----- | -------- | ------- |
|         | Pongsakorn Paeyo | Тајланд              | Т53   | 47,91    | ЛР      |
|         | Брент Лакатос    | Канада               | Т53   | 48,53    | РР      |
|         | Пјер Фербанк     | Француска            | Т53   | 49,00    | ЛРС     |
| 4.      | Хуџао Ли         | Кина                 | Т53   | 50,11    |         |
| 5.      | Брајан Симан     | САД                  | Т53   | 50,20    |         |
| 5.      | Јуфеј Џао        | Кина                 | Т53   | 50,42    |         |
| 7.      | Џошуа Џорџ       | САД                  | Т53   | 50,80    |         |
| 8.      | Моатез Џомни     | Уједињено Краљевство | Т53   | 51,53    |         |